# This Is Me Now
This Is Me Now ist das Debütalbum von Amy Diamond. Es erschien am 18. Mai 2005 in Skandinavien unter Bonnier Amigo Music Group.
Es wurde über 120.000 Mal in Skandinavien verkauft und liefert die Nr.1-Single What's In It For Me (Schweden/Norwegen).

## Titelliste
1. Hello! – 3:08
2. What's In It For Me – 3:16
3. Welcome To The City – 3:03
4. Another Day – 3:25
5. One of the One's – 3:06
6. Shooting Star – 3:40
7. Champion – 3:11
8. Go! – 2:54
9. If I Ain´t Got You (Live) – 3:54
10. Tomorrow (Annie's song) – 2:41
11. Bonus: What's In It For Me Video

## Internationale Version
Nach dem Erfolg der Single What's In It For Me in Skandinavien wurde am 7. November 2005 für den internationalen Markt eine leicht veränderte Fassung des Albums unter Warner Music (zusammen mit Bonnier Music) veröffentlicht.
Diese Fassung des Albums wurde bei Weitem nicht so erfolgreich, wie die in Skandinavien publizierte Version. Es enthält jedoch gegenüber der skandinavischen Version zwei zusätzliche Songs (Don't Loose Any Sleep Over You & All The Money In The World), welche in Skandinavien erst auf dem zweiten Album Amy Diamonds, Still Me Still Now (Mai 2006), veröffentlicht wurden, beinhaltet jedoch nicht den gecoverten Disney-Song Tomorrow aus dem Musical und Film Annie. Darüber hinaus befinden sich auf der Warner-Version ein Remix von What's In It For Me, der sonst auch nur auf der nicht in Skandinavien erschienen Maxi-CD zu finden ist, und das zweite, in Barcelona gedrehte Video dieses Nr.1-Hits (Schweden & Norwegen), die erste Version des Albums enthält als Zusatz das zuvor in Kuba entstandene Musikvideo zu diesem Lied.

### Titelliste
1. Hello! – 3:10
2. What's In It For Me – 3:18
3. Welcome To The City – 3:03
4. Another Day – 3:25
5. Don't Loose Any Sleep Over You – 3:14
6. Shooting Star – 3:40
7. All The Money In The World – 3:12
8. Champion – 3:12
9. Go! – 2:52
10. If I Ain´t Got You (Live) – 3:55
11. One of the One's – 3:06
12. What's In It For Me (Glasperlenspieler Mix) – 3:54
13. Enhanced with video What's In It For Me

## Kommerzieller Erfolg

### Chartplatzierungen
Das Album selbst erreichte den zweiten Platz der schwedischen Charts.
| ChartsChartplatzierungen | Höchstplatzierung | Wochen |
| ------------------------ | ----------------- | ------ |
| Schweden (GLF)           | 2 (34 Wo.)        | 34     |

| ChartsJahrescharts (2005) | Platzierung |
| ------------------------- | ----------- |
| Schweden (GLF)            | 9           |

### Auszeichnungen für Musikverkäufe
| Land/Region     | Auszeichnungen für Musikverkäufe (Land/Region, Auszeichnung, Verkäufe) | Verkäufe |
| --------------- | ---------------------------------------------------------------------- | -------- |
| Schweden (IFPI) | Platin                                                                 | 60.000   |
| Insgesamt       | 1× Platin ·                                                            |          |